# Guriasz (Burtasowski)
Guriasz, imię świeckie Siergiej Burtasowski (ur. 18 czerwca?/30 czerwca 1845 w Kazaniu, zm. 23 grudnia 1906?/5 stycznia 1907) – rosyjski biskup prawosławny.

## Życiorys
Urodził się w rodzinie prawosławnego diakona. W 1868, po ukończeniu seminarium duchownego, rozpoczął studia w Kazańskiej Akademii Duchownej, w czasie których, 16 marca 1871, złożył wieczyste śluby mnisze. 4 czerwca 1872 przyjął święcenia kapłańskie. W tym samym roku uzyskał w Akademii tytuł kandydata nauk teologicznych i został zatrudniony jako wykładowca w seminarium duchownym w Irkucku. 14 stycznia 1879 otrzymał godność archimandryty. Rok później, we wrześniu 1880, wyznaczono go na kierownika misji prawosławnej działającej wśród etnicznych ludów żyjących w regionie irkuckim. Jeszcze w grudniu tego samego roku przeniesiono go na stanowisko pełniącego obowiązki rektora seminarium duchownego w Błagowieszczeńsku. 8 lutego 1885 został jego rektorem.
22 lipca 1885 miała miejsce jego chirotonia na biskupa kamczackiego, kurylskiego i błagowieszczeńskiego, który to urząd sprawował do 1892, wykazując się jako zdolny administrator. W wymienionym roku 1892 został przeniesiony na katedrę samarską i stawropolską. Zarządzając nią, w szczególności działał na rzecz nawracania na prawosławie wyznawców innych religii, stanowiących znaczną część ludności zamieszkującej terytorium eparchii. Zwalczał również ruch staroobrzędowy.
W 1904 wyznaczony na biskupa symbirskiego i syzrańskiego, zmarł trzy lata później z powodu choroby serca.